# Jenzat

Jenzat este o comună în departamentul Allier din centrul Franței. În 1 ianuarie 2022 avea o populație de 521 de locuitori.